# Dedina Mládeže
Dedina Mládeže este o comună slovacă, aflată în districtul Komárno din regiunea Nitra, pe malul râului Váh. Localitatea se află la altitudinea de 110 m deasupra n.m., se întinde pe o suprafață de 12,78 km2 și în 2017 număra 459 de locuitori.

## Demografie
| An:                | 1994 | 2004   | 2014   | 2024   |
| ------------------ | ---- | ------ | ------ | ------ |
| Număr de persoane: | 527  | 499    | 454    | 415    |
| Diferență:         |      | −5,31% | −9,01% | −8,59% |

| An:                | 2023 | 2024   |
| ------------------ | ---- | ------ |
| Număr de persoane: | 424  | 415    |
| Diferență:         |      | −2,12% |